# Martín Zubimendi
Martín Zubimendi, né le 2 février 1999 à Saint-Sébastien, est un footballeur international espagnol qui évolue au poste de milieu défensif à Arsenal FC.

## Biographie

### En club
Né dans le Pays basque à Saint-Sébastien, Zubimendi est arrivé dans le grand club de la ville à l'âge de 12 ans.
Le 28 avril 2019, il a fait ses débuts en Liga lors de la victoire 2-1 à domicile contre Getafe,. Il porte à ses débuts le numéro 36.
En avril 2021, il dispute et remporte la finale de la Coupe d'Espagne 2020 après une victoire 1-0 contre l'Athletic Club.
En octobre 2022, Zubimendi signe une prolongation de contrat, de deux ans soit jusqu'en 2027. Il dispose d'une clause libératoire fixée à 60 millions d'euros qui n'évolue pas par rapport à son précédent contrat. Cette extension s'accompagne d'une augmentation salariale pour le joueur.
Il atteint les 200 rencontres disputées avec la Real Sociedad en octobre 2024.
Il est sollicité pour rejoindre le Liverpool FC à l'été 2024, ce qui ne se concrétise pas.
Le 6 juillet 2025, alors qu'il est également sur les tablettes du Real Madrid, Zubimendi s'engage officiellement avec Arsenal FC et porte le numéro 36. Le montant du transfert, estimé entre 65 à presque 70 millions d'euros, dépasse le montant de sa clause libératoire,.

### En sélection
Le 3 septembre 2020 il fait ses débuts en équipe d'Espagne espoirs, à l'occasion d'un match remporté 1-0 contre la Macédoine du Nord.
Il honore alors sa première sélection en équipe d'Espagne le 8 juin 2021 face à la Lituanie, débutant la rencontre en tant que titulaire. Cette rencontre fera non seulement parler d'elle par l'originalité de la situation mais aussi par le score final de la rencontre, ceci parce que l'Espagne, composée d'une équipe d'espoirs, finit par remporter la rencontre 4 à 0,.
En mai 2024, il figure dans une liste élargie de 29 joueurs appelés par Luis de la Fuente pour l'Euro 2024 puis il fait partie de la liste définitive de 26 joueurs publiée le 7 juin,.
En mai 2025, il fait partie du groupe de 26 joueurs convoqués pour participer à la phase finale de la Ligue des nations.

## Statistiques

### En club
| Saison                | Club                  | Championnat           | Championnat | Championnat | Championnat | Coupe nationale | Coupe nationale | Coupe nationale | Coupe de la Ligue | Coupe de la Ligue | Coupe de la Ligue | Supercoupe | Supercoupe | Supercoupe | Compétition(s) continentale(s) | Compétition(s) continentale(s) | Compétition(s) continentale(s) | Compétition(s) continentale(s) | Total | Total | Total |
| Saison                | Club                  | Division              | M.          | B.          | P.d.        | M.              | B.              | P.d.            | M.                | B.                | P.d.              | M.         | B.         | P.d.       | Comp.                          | M.                             | B.                             | P.d.                           | M.    | B.    | P.d.  |
| 2018-2019             | Real Sociedad         | Liga                  | 1           | 0           | 0           | -               | -               | -               | -                 | -                 | -                 | -          | -          | -          | -                              | -                              | -                              | -                              | 1     | 0     | 0     |
| 2019-2020             | Real Sociedad         | Liga                  | 9           | 0           | 0           | 1               | 0               | 0               | -                 | -                 | -                 | -          | -          | -          | -                              | -                              | -                              | -                              | 10    | 0     | 0     |
| 2020-2021             | Real Sociedad         | Liga                  | 31          | 0           | 0           | 2               | 0               | 0               | -                 | -                 | -                 | 1          | 0          | 0          | C3                             | 7                              | 0                              | 0                              | 41    | 0     | 0     |
| 2021-2022             | Real Sociedad         | Liga                  | 36          | 2           | 1           | 4               | 0               | 0               | -                 | -                 | -                 | -          | -          | -          | C3                             | 7                              | 1                              | 1                              | 47    | 3     | 2     |
| 2022-2023             | Real Sociedad         | Liga                  | 36          | 1           | 3           | 4               | 0               | 1               | -                 | -                 | -                 | -          | -          | -          | C3                             | 4                              | 0                              | 0                              | 44    | 1     | 4     |
| 2023-2024             | Real Sociedad         | Liga                  | 31          | 4           | 1           | 6               | 0               | 0               | -                 | -                 | -                 | -          | -          | -          | C1                             | 8                              | 0                              | 0                              | 45    | 4     | 1     |
| 2024-2025             | Real Sociedad         | Liga                  | 36          | 2           | 2           | 4               | 0               | 0               | -                 | -                 | -                 | -          | -          | -          | C3                             | 8                              | 0                              | 0                              | 48    | 2     | 2     |
| Sous-total            | Sous-total            | Sous-total            | 180         | 9           | 7           | 21              | 0               | 1               | -                 | -                 | -                 | 1          | 0          | 0          | -                              | 34                             | 1                              | 1                              | 236   | 10    | 9     |
| 2025-2026             | Arsenal FC            | Liga                  | 1           | 0           | 0           | -               | -               | -               | -                 | -                 | -                 | -          | -          | -          | C1                             | -                              | -                              | -                              | 1     | 0     | 0     |
| Total sur la carrière | Total sur la carrière | Total sur la carrière | 181         | 9           | 7           | 21              | 0               | 1               | 0                 | 0                 | 0                 | 1          | 0          | 0          | -                              | 34                             | 1                              | 1                              | 237   | 10    | 9     |

### En sélection
| Saison                | Sélection             | Phases finales              | Phases finales | Phases finales | Phases finales | Éliminatoires | Éliminatoires | Éliminatoires | Ligue des Nations | Ligue des Nations | Ligue des Nations | Matchs amicaux | Matchs amicaux | Matchs amicaux | Total | Total | Total |
| Saison                | Sélection             | Compétition                 | M              | B              | Pd             | M             | B             | Pd            | M                 | B                 | Pd                | M              | B              | Pd             | M     | B     | Pd    |
| --------------------- | --------------------- | --------------------------- | -------------- | -------------- | -------------- | ------------- | ------------- | ------------- | ----------------- | ----------------- | ----------------- | -------------- | -------------- | -------------- | ----- | ----- | ----- |
| 2020-2021             | Espagne               | -                           | -              | -              | -              | -             | -             | -             | -                 | -                 | -                 | 1              | 0              | 0              | 1     | 0     | 0     |
| 2021-2022             | Espagne               | -                           | -              | -              | -              | -             | -             | -             | -                 | -                 | -                 | -              | -              | -              | 0     | 0     | 0     |
| 2022-2023             | Espagne               | Ligue des nations 2022-2023 | -              | -              | -              | -             | -             | -             | -                 | -                 | -                 | -              | -              | -              | 0     | 0     | 0     |
| 2023-2024             | Espagne               | Euro 2024                   | 4              | 0              | 0              | 3             | 0             | 0             | -                 | -                 | -                 | 2              | 0              | 0              | 9     | 0     | 0     |
| 2024-2025             | Espagne               | Ligue des nations 2024-2025 | 2              | 1              | 0              | -             | -             | -             | 7                 | 1                 | 0                 | -              | -              | -              | 9     | 2     | 0     |
| Total sur la carrière | Total sur la carrière | Total sur la carrière       | 6              | 1              | 0              | 3             | 0             | 0             | 7                 | 1                 | 0                 | 3              | 0              | 0              | 19    | 2     | 0     |

## Palmarès

### En club
Avec la Real Sociedad, Martín Zubimendi remporte la Coupe d'Espagne en 2020.

### En sélection
Avec l'équipe d'Espagne olympique il est médaillé d'argent aux Jeux olympiques en 2021. Avec l'Espagne, il gagne la Ligue des nations en 2023 puis l'Euro en 2024. Il est également finaliste de la Ligue des nations en 2025.